# Schistura chindwinica
Schistura chindwinica és una espècie de peix de la família dels balitòrids i de l'ordre dels cipriniformes.

## Morfologia
Els mascles poden assolir els 6,5 cm de longitud total.

## Distribució geogràfica
Es troba a la conca del riu Brahmaputra a Manipur (l'Índia).

## Amenaces
Les seues principals amenaces són els canvis antropogènics del seu hàbitat (com ara, la desforestació, l'artigatge i la seua consegüent sedimentació, la pesca destructiva i la construcció de preses).